# Stowarzyszenie Doktryny Chrześcijańskiej
Stowarzyszenie Doktryny Chrześcijańskiej (łac. Societas Doctrinæ Christianæ, wł. Società della Dottrina Cristiana, malt. Soċjetà Duttrina Nisranija, ang. Society of Christian Doctrine; skrót SDC), lepiej znane jako M.U.S.E.U.M. – stowarzyszenie katolickich wolontariuszy świeckich, złożone z mężczyzn i kobiet, nauczających katolickiego katechizmu dorosłych i dzieci. Założone zostało na Malcie w marcu 1907 przez ks. George'a Precę. Finalnie rozprzestrzeniło się na cały świat, najpierw między maltańskimi imigrantami w Australii, następnie w Albanii, Sudanie i innych krajach.

## Nazwa

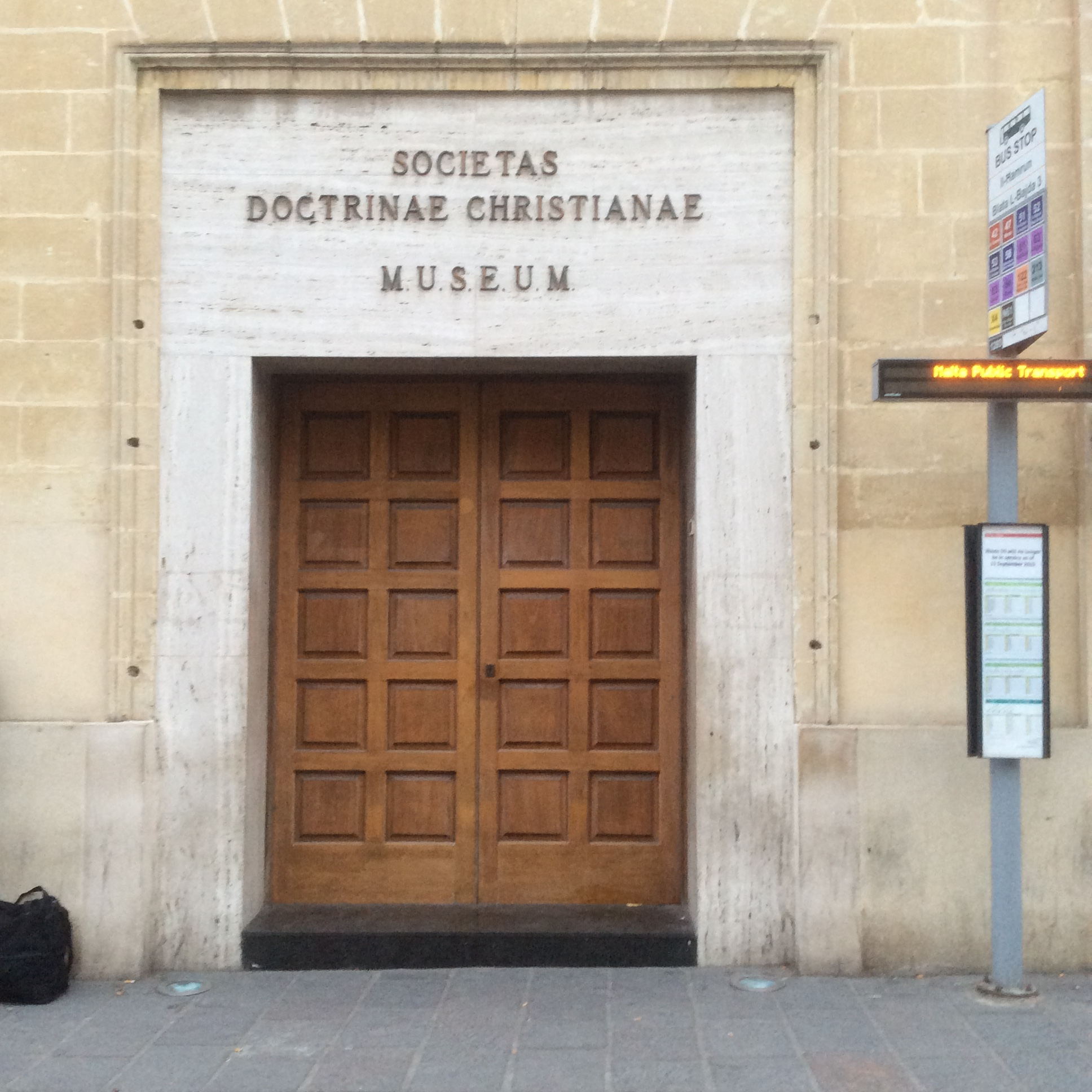
Wejście do głównej siedziby Stowarzyszenia

M.U.S.E.U.M. jest skrótem od "Magister Utinam Sequatur Evangelium Universus Mundus", co znaczy "Panie, niech cały świat pójdzie za Twoją Dobrą Nowiną".

## Centra katechetyczne
Stowarzyszenie posiada na Malcie 46 centrów katechetycznych dla mężczyzna, oraz 43 dla kobiet.
W roku 1961 rozpoczęło pracę na Gozo, odnosząc sukces w sesji informacyjnej. W tym samym roku zaczęto nauczać mężczyzn, w 1962 zaś kobiety. Dziś na Gozo działa dziewięć centrów katechetycznych dla mężczyzn oraz siedem dla kobiet.

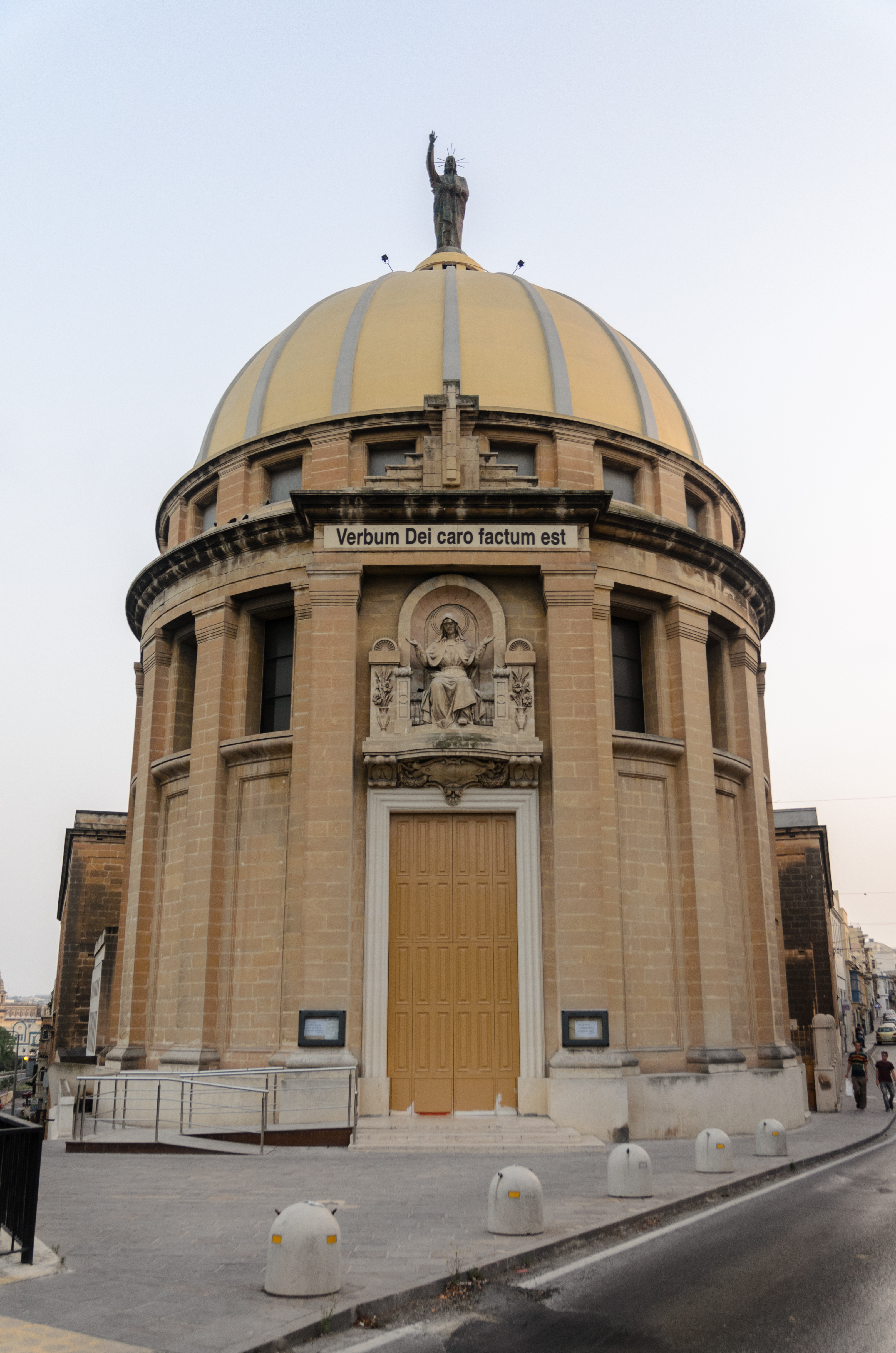
Kościół Matki Bożej Cudownego Medalika w Ħamrun

Celem tego religijnego stowarzyszenia jest praca katechetyczna w parafiach. Członkowie mogą brać udział w zajęciach sześć dni w tygodniu. Towarzystwo często organizuje zajęcia rekreacyjne dla nieletnich i kursy edukacyjne dla dorosłych.
Członkowie Stowarzyszenia zapraszani są do udziału w środowych spotkaniach, które odbywają się w Domu Generalnym w Blata l-Bajda, w Ħamrun. Jest nim dobrze widoczny kościół Matki Bożej Cudownego Medalika. Głównym celem nauczania katechizmu jest religijne przygotowanie osób, zwłaszcza nieletnich, do przyjmowania sakramentów zgodnie z tradycją rzymskokatolicką.

## Przełożeni Generalni
Poniżej znajduje się lista Przełożonych Generalnych Towarzystwa:
- Eugenio Borg (1911–1967)[10];
- Francesco Saliba (1967–1983)[11];
- Victor Delicata (1983–2009)[11];
- Natalino Camilleri (2009–).

## M.U.S.E.U.M. w Polsce
Pierwsze kontakty z SDC osób indywidualnych z Polski nastąpiły już w 1990. Pierwsze oficjalne kontakty na szczeblu instytucji kościelnych nawiązane zostały w 2008 z archidiecezją poznańską. Stowarzyszenie prowadzi swą działalność w parafii św. Łukasza Ewangelisty w Poznaniu.  